# Elecciones presidenciales de Timor Oriental de 2017
Las cuartas elecciones presidenciales de Timor Oriental se realizaron el 20 de marzo de 2017. Fueron las segundas elecciones presidenciales del país en las que un candidato, el socialista Francisco Guterres del FRETILIN, alcanzó la mayoría absoluta en primera vuelta y ganó la presidencia de una vez, sin necesidad de recurrir a balotaje. Después de haber triunfado en primera vuelta por mayoría simple y haber perdido el balotaje dos veces, Guterres obtuvo un amplio triunfo con el 57% de los votos, de una participación del 71.2% del electorado.

## Resultados
| Candidatos                         | Partidos                                              | Votos   | %    |
| ---------------------------------- | ----------------------------------------------------- | ------- | ---- |
| Francisco Guterres                 | Frente Revolucionario de Timor Oriental Independiente | 295.048 | 57.1 |
| António da Conceição               | Partido Democrático                                   | 167.794 | 32.5 |
| José Luís Guterres                 | Frenti-Mudança                                        | 13.513  | 2.6  |
| José Neves                         | Independiente                                         | 11.663  | 2.3  |
| Luís Alves Tilman                  | Independiente                                         | 11,125  | 2.2  |
| Antonio Maher Lopes                | Partido Socialista de Timor                           | 9,102   | 1.8  |
| Ángela Freitas                     | Partido de los Trabajadores Timorenses                | 4,353   | 0.8  |
| Amorim Vieira                      | Independiente                                         | 4,283   | 0.8  |
| Votos en blanco/anulados           | Votos en blanco/anulados                              | 11.932  | –    |
| Total                              | Total                                                 | 528.813 | 100  |
| Votantes registrados/participación | Votantes registrados/participación                    | 743.150 | 71.2 |
| Fuente: CNE                        |                                                       |         |      |